# Große Harth
Die Große Harth ist ein bis 367,3 m ü. NHN hoher Höhenrücken und ein Waldgebiet im westlichen Thüringen im Grenzbereich der Landkreise Gotha, Unstrut-Hainich und Wartburg (Deutschland).

## Geographie

### Lage
Die in Nordwest-Südost-Richtung verlaufende Große Harth ist ein südöstlicher Ausläufer des Hainich. Ihr Höhenrücken beginnt südöstlich der Thiemsburg im Grenzbereich des Nationalparks Hainich und endet im Südosten zwischen den Ortschaften Aschara und Hochheim; er ist etwa 8 km lang und durchschnittlich 2 km breit. Die Große Harth wird von der Bundesstraße 84 überquert, welche die etwa 7 km nordöstlich von deren Kamm gelegene Stadt Bad Langensalza mit dem südlich am Höhenrücken liegenden Reichenbach verbindet.

### Naturräumliche Zuordnung
Naturräumlich gehört die Große Harth noch zum Thüringer Becken, südwestlich verläuft die Eichenberg–Gotha–Saalfelder Störungszone am Übergang zum Westthüringer Berg- und Hügelland.

### Berge
Von Nordwesten nach Südosten geordnet sind Erhebungen und Höhenlagen der Großen Harth – sortiert nach Höhe in Meter (m) über Normalhöhennull (NHN):
- namenlos (367,3 m; ⊙), Grenzbereich UH und Wartburgkreis (WAK), nördlich von Reichenbach
- namenlos (362,1 m; ⊙), Grenzbereich UH und WAK, höchste Stelle der B 84 (Bad Langensalza–Reichenbach), nahe Gaststätte Harth-Haus
- Steinberg (362,1 m), Grenzbereich UH und WAK, südlich von Grumbach
- Teufelsberg (358,1 m; ⊙), Grenzbereich UH und Landkreis Gotha (GTH), nördlich von Wangenheim
- Steinberg (343,8 m), Unstrut-Hainich Kreis (UH), am Übergang zum Hainich, südwestlich von Zimmern

## Natur
Die Große Harth bildet die Wasserscheide zwischen der Unstrut im Nordosten und der Nesse im Süden. Südöstlich der Nationalparkgrenze befindet sich das gleichnamige Waldgebiet Große Harth mit seinen Buchenmischwäldern. Der überwiegende Anteil des Höhenzuges wird landwirtschaftlich genutzt.

## Besonderheiten
Insbesondere im Waldgebiet der Großen Harth gibt es zahlreiche Wandermöglichkeiten ausgehend von der Gaststätte Harth-Haus, einem ehemaligen Zollhaus und heutigen Ausflugsziel. In dessen Nähe befindet sich ein Damwildgehege und das Gutbierdenkmal. Von der Höhe ergeben sich zahlreiche Aussichtsmöglichkeiten, so unter anderem vom Salzablick. Im Bereich des Teufelsberges befindet sich eine große Windparkanlage.